# La Visitation-de-Yamaska
La Visitation-de-Yamaska es un municipio canadiense situado en la provincia de Quebec.

## Superficie
La Visitation-de-Yamaska tiene una superficie de 42,65 km².

## Demografía
En 2021, tenía 295 habitantes, una densidad poblacional de 6,9 hab./km², y 149 viviendas.